# Kirsi Heikkinen

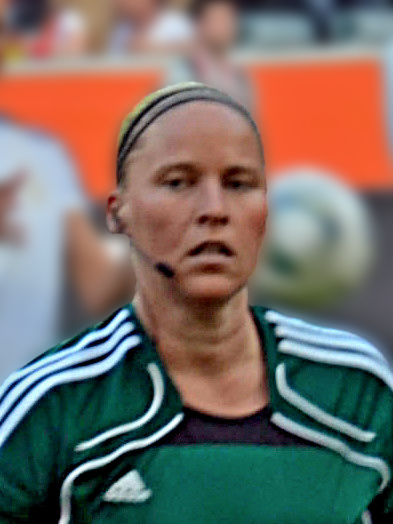
Kirsi Heikkinen vor dem Spiel Frankreich – Deutschland bei der Frauen-WM 2011

Kirsi Heikkinen (* 26. September 1978 in Espoo als Kirsi Savolainen) ist eine finnische Fußballschiedsrichterin. 
Heikkinen ist seit 1998 Fußballschiedsrichterin und leitet seit 2002 internationale Spiele. In Finnland wird sie bei den Frauen in der Kansallinen Liiga (höchste Spielklasse) und bei den Männern in der Ykkönen (zweithöchste Spielklasse) eingesetzt. Hauptberuflich arbeitet Heikkinen als Lehrerin.
Im Jahre 2007 leitete sie das Endspiel der U-19-Europameisterschaft zwischen Deutschland und England. Bei der Europameisterschaft 2009 leitete Heikkinen vier Spiele, unter anderem das Halbfinale zwischen Deutschland und Norwegen.
Ein Jahr später wurde Heikkinen im Endspiel der UEFA Women’s Champions League zwischen Olympique Lyon und dem 1. FFC Turbine Potsdam eingesetzt.
Die FIFA nominierte Heikkinen für die Weltmeisterschaft 2011 in Deutschland. Sie leitete dort die beiden Vorrundenspiele Japan gegen Neuseeland und Frankreich gegen Deutschland sowie das Halbfinale USA gegen Frankreich. Während sie in der Begegnung Frankreich gegen Deutschland insgesamt fünf Gelbe Karten plus eine Rote Karte gegen die französische Torhüterin Sapowicz verteilte, kam sie im Halbfinale mit einer einzigen Gelben Karte aus. 
2012 wurde sie für das Fußballturnier bei den Olympischen Spielen nominiert und kam bei zwei Spielen, u. a. dem Viertelfinale zwischen Brasilien und Japan als Hauptschiedsrichterin und bei zwei Spielen als vierte Offizielle zum Einsatz.
Auch für die Fußball-Europameisterschaft der Frauen 2013 wurde sie nominiert und leitete dort die Vorrundenspiele Island gegen Deutschland sowie Frankreich gegen England, zudem das Viertelfinalspiel Schweden gegen Island.